# Depot von Tzschernowitz
Das Depot von Tzschernowitz (heute Czarnowice) ist ein archäologischer Depotfund aus der Frühbronzezeit, der bei Tzschernowitz in der heutigen Gemeinde Gubin entdeckt wurde.
Der Hortfund wurde möglicherweise in einem Gefäß entdeckt und besteht aus fünf massiven ovalen offenen Ringen mit verjüngten Enden. Er wird der Aunjetitzer Kultur zugeordnet.